# Jimmy Butler
Jimmy Butler III (ur. 14 września 1989 w Houston) – amerykański zawodowy koszykarz, występujący na pozycji niskiego skrzydłowego, pięciokrotny uczestnik meczu gwiazd NBA, obecnie zawodnik Golden State Warriors.
W latach 2011–2017 zawodnik Chicago Bulls. Karierę koszykarską rozpoczął podczas studiów na uniwersytecie Marquette. Po trzech latach studiów zgłosił się do draftu NBA 2011, w którym to został wybrany z numerem 30 przez Chicago Bulls. Klub ten opuścił 22 czerwca 2017.

## Dzieciństwo i młodość
Ojciec Butlera porzucił rodzinę tuż po przyjściu na świat syna. W wieku 13 lat, gdy mieszkał w miasteczku Tomball na przedmieściach Houston, został wyrzucony z domu przez matkę. Od tamtej pory pomieszkiwał po kilka tygodni u różnych znajomych.
W trakcie rozgrywek koszykarskiej ligi letniej, przed ostatnim rokiem nauki w szkole średniej, Butler poznał Jordana Leslie, który wyzwał go na konkurs rzutów trzypunktowych. Szybko stali się przyjaciółmi i Butler zaczął nocować w domu Lesliego. Mimo że matka jego przyjaciela i ojczym opiekowali się już siódemką dzieci, zgodzili się na przygarnięcie Butlera pod dach.
W ostatnim sezonie w szkole średniej Tomball High School Butler zdobywał średnio 19,9 punktów i 8,7 zbiórek na mecz.

## College
Po szkole średniej Butler zdecydował się na wybór uczelni Tyler Junior College. Po pierwszym roku postanowił przenieść się do Marquette University, gdzie bronił barw drużyny Marquette Golden Eagles. W drugim roku gry na tej uczelni zaczął wychodzić w podstawowej piątce i osiągnął statystyki na poziomie 14,7 punktów i 6,4 zbiórek na mecz. W trakcie sezonu dwukrotnie trafiał rzuty dające jego drużynie zwycięstwo – przeciwko Connecticut Huskies i St. John's Red Storm. Po sezonie 2010/11, w którym notował 15,7 punktów i 6,1 zbiórki zgłosił się do draftu NBA.

## NBA
Z 30. numerem draftu 2011 Butler został wybrany przez Chicago Bulls. Koszykarz zyskał uznanie w lidze dzięki tytanicznej pracy, słabszy w rzutach z dystansu. 
2 czerwca 2014 został wybrany do drugiej piątki defensorów sezonu 2013/14.
7 maja 2015 został wyróżniony nagrodą NBA Most Improved Player Award za sezon 2014/15.
3 stycznia 2016 pobił klubowy rekord Chicago Bulls, notując 40 z 42 zdobytych punktów w drugiej połowie wygranego meczu 115-113 spotkania z Toronto Raptors. Poprzedni rekord, 39 punktów zdobytych w jednej (II) połowie spotkania, należał do Michaela Jordana i został ustanowiony w 1989 roku, podczas konfrontacji z drużyną Milwaukee Bucks.
22 czerwca 2017 został wytransferowany do Minnesoty Timberwolves w zamian za Zacha LaVine’a oraz Krisa Dunna.
12 listopada 2018 Butler dołączył do Philadelphii 76ers, a w wymianie wziął udział także Justin Patton. Do Minnesoty przenieśli się Robert Covington, Dario Sarić i Jerryd Bayless. Wolves otrzymali też wybór w drugiej rundzie draftu w 2022.
6 lipca 2019 roku dołączył do Miami Heat w wyniku wymiany sign-and-trade. Heat stracili centra Hassana Whiteside’a, który trafił do drużyny Portland Trail Blazers, rzucającego obrońcę Josha Richardsona, który trafił do Philadelphia 76ers, oraz chroniony pick z pierwszej rundy draftu w 2023.

## Osiągnięcia
Stan na 21 czerwca 2023, na podstawie, o ile nie zaznaczono inaczej.

### NCAA
- Uczestnik:
  - rozgrywek Sweet Sixteen turnieju NCAA (2011)
  - turnieju NCAA (2009–2011)
  - meczu gwiazd NCAA – Reese’s College All-Star Game (2011)
- MVP turnieju Portsmouth Invitational (2011)
- Zaliczony do:
  - I składu CBE turnieju Classic Sprint Subregional (2011)
  - składu All-AAC Honorable Mention (2010, 2011)

### NBA
- Wicemistrz NBA (2020, 2023[18])
- MVP finałów Konferencji Wschodniej NBA (2023)[19]
- Największy postęp NBA (2015)[20]
- Wielokrotnie powoływany do udziału w meczu gwiazd NBA (2015, 2016[a], 2017, 2018, 2020[22], 2022[23])
- Zaliczony do:
  - I składu letniej ligi NBA (2012)
  - II składu defensywnego NBA (2014–2016, 2018[24], 2021[25])[26]
  - III składu NBA (2017, 2018[27], 2020[28], 2021[29])
- Zawodnik:
  - miesiąca konferencji wschodniej (listopad 2014)
  - tygodnia konferencji wschodniej (29.12.2014, 21.11.2016, 9.01.2017)
- Lider:
  - sezonu regularnego NBA w:
    - przechwytach (2021)
    - liczbie minut spędzanych na parkiecie (2015)

  - play-off w średniej przechwytów (2015)[30]

### Reprezentacja
- Mistrz olimpijski (2016)[31]

## Statystyki w NBA
Na podstawie basketball-reference.com, stan na koniec sezonu 2019/20

### Sezon Regularny
| Sezon   | Drużyna                | M   | S5  | MPG  | FG%   | 3P%   | FT%   | RPG | APG | SPG | BPG | PPG  |
| ------- | ---------------------- | --- | --- | ---- | ----- | ----- | ----- | --- | --- | --- | --- | ---- |
| 2011/12 | Chicago Bulls          | 42  | 0   | 8,5  | 40,5% | 18,2% | 76,8% | 1,3 | 0,3 | 0,3 | 0,1 | 2,6  |
| 2012/13 | Chicago Bulls          | 82  | 20  | 26,0 | 46,7% | 38,1% | 80,3% | 4,0 | 1,4 | 1,0 | 0,4 | 8,6  |
| 2013/14 | Chicago Bulls          | 67  | 67  | 38,7 | 39,7% | 28,3% | 76,9% | 4,9 | 2,6 | 1,9 | 0,5 | 13,1 |
| 2014/15 | Chicago Bulls          | 65  | 65  | 38,7 | 46,2% | 37,8% | 83,4% | 5,8 | 3,3 | 1,8 | 0,6 | 20,0 |
| 2015/16 | Chicago Bulls          | 67  | 67  | 36,9 | 45,4% | 31,2% | 83,2% | 5,3 | 4,8 | 1,6 | 0,6 | 20,9 |
| 2016/17 | Chicago Bulls          | 76  | 75  | 37,0 | 45,5% | 36,7% | 86,5% | 6,2 | 5,5 | 1,9 | 0,4 | 23,9 |
| 2017/18 | Minnesota Timberwolves | 59  | 59  | 36,7 | 47,4% | 35,0% | 85,4% | 5,3 | 4,9 | 2,0 | 0,4 | 22,2 |
| 2018/19 | Philadelphia 76ers     | 55  | 55  | 33,2 | 46,1% | 33,8% | 86,8% | 5,3 | 4,0 | 1,8 | 0,5 | 18,2 |
| 2019/20 | Miami Heat             | 58  | 58  | 33,8 | 45,5% | 24,4% | 83,4% | 6,7 | 6,0 | 1,8 | 0,6 | 19,9 |
| 2020/21 | Miami Heat             | 52  | 52  | 33,9 | 49,7% | 24,5% | 86,3% | 6,7 | 7,1 | 2,1 | 0,3 | 21,5 |
| 2021/22 | Miami Heat             | 57  | 57  | 33,4 | 48,0% | 23,3% | 87,0% | 5,9 | 5,5 | 1,6 | 0,5 | 21,4 |
| Razem   |                        | 581 | 476 | 33,0 | 45,5% | 33,3% | 83,5% | 5,1 | 3,7 | 1,6 | 0,5 | 17,0 |
|         | All-Star               | 3   | 1   | 14,0 | 80,0% | 00,0% | 00,0% | 2,3 | 1,7 | 1,7 | 0,0 | 5,3  |

### Play-Offy
| Sezon | Drużyna                | M  | S5 | MPG  | FG%   | 3P%   | FT%   | RPG | APG | SPG | BPG | PPG  |
| ----- | ---------------------- | -- | -- | ---- | ----- | ----- | ----- | --- | --- | --- | --- | ---- |
| 2012  | Chicago Bulls          | 3  | 0  | 1,3  | 00,0% | 00,0% | 00,0% | 0,0 | 0,0 | 0,0 | 0,0 | 0,0  |
| 2013  | Chicago Bulls          | 12 | 2  | 40,8 | 43,5% | 40,5% | 81,8% | 5,2 | 2,7 | 1,3 | 0,5 | 13,3 |
| 2014  | Chicago Bulls          | 5  | 5  | 43,6 | 38,6% | 30,0% | 78,3% | 5,2 | 2,2 | 1,4 | 0,0 | 13,6 |
| 2015  | Chicago Bulls          | 12 | 12 | 42,2 | 44,1% | 38,9% | 81,9% | 5,6 | 3,2 | 2,4 | 0,8 | 22,9 |
| 2017  | Chicago Bulls          | 6  | 6  | 39,8 | 42,6% | 26,1% | 80,9% | 7,3 | 4,3 | 1,7 | 0,8 | 22,7 |
| 2018  | Minnesota Timberwolves | 5  | 5  | 34,0 | 44,4% | 47,1% | 83,3% | 6,0 | 4,0 | 0,8 | 0,2 | 15,8 |
| 2019  | Philadelphia 76ers     | 12 | 12 | 35,1 | 45,1% | 26,7% | 87,5% | 6,1 | 5,2 | 1,4 | 0,6 | 19,4 |
| 2020  | Miami Heat             | 21 | 21 | 38,4 | 48,8% | 34,9% | 85,9% | 6,5 | 6,0 | 2,0 | 0,7 | 22,2 |
| Razem |                        | 76 | 73 | 37,6 | 45,1% | 35,0% | 84,1% | 5,8 | 4,2 | 1,6 | 0,6 | 18,7 |